# Beverley Kelso
Beverley Kelso (ur. 20 grudnia 1945 w Kingston) – jamajska wokalistka, znana przede wszystkim jako jedna z szóstki współzałożycieli grupy muzycznej The Wailers.
Urodziła się i dorastała w Trenchtown, największych slumsach na przedmieściach stolicy Jamajki. Gdy miała kilkanaście lat, zaczęła dorabiać, występując i śpiewając w klubie przy Wellington Street. Tam zauważył ją Bob Marley, poszukujący właśnie dziewczyn, które mogłyby zaśpiewać chórki na planowanej pierwszej sesji nagraniowej zespołu, znanego jeszcze wówczas jako The Wailing Wailers. Kelso przyjęła propozycję Marleya i zjawiła się w umówionym dniu w Studio One, należącym do Clementa "Sir Coxsone'a" Dodda, znanego producenta i promotora zespołu. Podczas sesji zaśpiewała chórki m.in. w utworze pt. "Simmer Down", wydanym przez Coxsone'a jako debiutancki singel formacji. Od tej pory dołączyła do grupy na stałe, udzielając się, czasami wraz z Cherry Green, w większości nagrań i występów na żywo; Marley chciał, aby żeńskie chórki nadawały zespołowi brzmienie w klimacie nowoorleańskiego rhythm and bluesa.
Kelso opuściła The Wailers w roku 1965, jak sama mówi, nie mogąc znieść trudnych warunków pracy w studio i atmosfery panującej w zespole; przeszkadzało jej także częste palenie marihuany przez pozostałych muzyków:

Byłam w zespole jakieś trzy lata. Przestałam śpiewać z powodu podejścia Boba do muzyków. Był bardzo miłym facetem, ale pewne rzeczy mi się nie podobały. Kiedy ćwiczyliśmy piosenkę, (...) i ktoś się pomylił, Bob skakał mu do gardła i był bardzo szorstki, bo tak go nauczyli. Ja byłam zbyt cicha i nieśmiała, więc wybuchałam płaczem i mówiłam: "To ja chyba odejdę". Czasem, jak płakałam, on przepraszał i mówił: "No, Beverley, wiesz jak to ze mną jest". Wracałam do studia pana Dodda i znowu śpiewałam. Jednak takie zachowanie z jego strony trudno było przyjmować, więc w 1965 roku odeszłam. (...) Nie podobało mi się, że palą, kiedy jesteśmy w studiu. W pomieszczeniu nie było wentylacji, więc w tym dymie człowiek brał oddech i od razu zaczynał kaszleć! Nie mogłam tego popierać, ale też nie mogłam się o to sprzeczać.

Po odejściu z zespołu nie zajmowała się więcej muzyką. W roku 1979 wyemigrowała do Stanów Zjednoczonych. Obecnie mieszka w Nowym Jorku. Podczas wywiadu udzielonego dziennikowi Jamaica Observer w lipcu 2012 roku zapowiedziała, iż planuje napisać i wydać książkę o czasie spędzonym w The Wailers. Książka ma nosić tytuł "It Hurts To Be Alone".

To naprawdę boli, być samotnym. Od kiedy opuściłam The Wailers, nigdy już nie miałam kontaktu z nikim z zespołu. Bob, Peter, Bunny, Junior i ja, wszyscy byliśmy bardzo blisko siebie. Oni zawsze troszczyli się o mnie, byli tacy kochani. Byli dla mnie wszystkim, kochałam każdego z nich.